# كريستيانا ديلانا
كريستيانا ديلانا (بالإيطالية: Cristiana Dell'Anna)‏ (مواليد 24 أغسطس 1985) ممثلة إيطالية، تعمل في مجال المسرح والمسلسلات والأفلام.

## حياتها
ولدت كريستيانا ديلانا في نابولي وهي ابنة لطبيب ومعلمة. وقد نشأت بين مدينتي كاستل فولتورنو وجوليانو إن كامبانيا. درست في ستوديو لندن للدراما وكذلك في مدرسة جيلدهول. وبعد بعض الأدوار البسيطة، حققت ديلانا نجاحًا كبيرًا في عام 2012، عندما لعبت دور التوأم في مسلسل Un posto al Sole على قناة راي 3. وقد حصلت على أشهر دور لها في عام 2015 بدور باتريسيا سانتوري في مسلسل الجريمة جومورا.

## أعمالها
- جومورا (2016 - 2019) مثلت بدور باتريسيا سانتوري.
- يد الله (2021).
- كابريني (2024) مثلت بدور المبشرة فرانسيس كابريني.